# Чекмарёв, Александр Петрович
Алекса́ндр Петро́вич Чекмарёв (30 августа [12 сентября] 1902, Великая Знаменка, Таврическая губерния — 11 марта 1975, Днепропетровск) — советский учёный в области обработки металлов давлением. Профессор (1934), доктор технических наук (1941). Член АН УССР (30.6.1948), АН СССР (1968). Герой Социалистического Труда (1972).

## Биография
Родился 30 августа (12 сентября) 1902 года в селе Большая Знаменка (ныне Каменско-Днепровский район, Запорожская область, Украина).
В 1921 году поступил на химическое отделение Екатеринославского института народного образования. В 1927 году окончил заводское отделение Днепропетровского горного института.
В 1927—1930 годах — инженер ДМЗ имени Г. И. Петровского.
С 1930 года — на преподавательской работе в ДМетИ: в 1931—1975 годах — заведующий кафедрой обработки металлов давлением, в 1931—1941 годах — декан технологического факультета, профессор с 1934 года. Докторскую диссертацию защищал в ЛПИ.
Во время Великой Отечественной войны работал в эвакуации сначала в Сталинграде, а затем в Магнитогорске. Член ВКП(б) с 1945 года.
Одновременно в 1948—1975 годах работал в Институте чёрной металлургии АН УССР (Днепропетровск). Регулярно читал лекции на Криворожском вечернем факультете, консультировал прокатчиков металлургического завода «Криворожсталь».
Умер 11 марта 1975 года в Днепропетровске, где и похоронен на Запорожском кладбище.

## Научная деятельность
Специалист в области обработки металлов давлением. Автор 560 научных трудов, из которых 23 монографии. Получил 30 авторских свидетельств.

### Научные труды
- Точная прокатка сортовых профилей / М., 1968, совм. с Г. Г. Побегайло.
- Методы исследования процессов прокатки / М., 1969, совм. с С. А. Ольдзиевским.

## Награды
- Герой Социалистического Труда (12 сентября 1972) — за большие заслуги в развитии металлургической промышленности, многолетнюю плодотворную научно-педагогическую деятельность и в связи с 70-летием со дня рождения
- Орден Ленина (12 сентября 1972) — за большие заслуги в развитии металлургической промышленности, многолетнюю плодотворную научно-педагогическую деятельность и в связи с 70-летием со дня рождения
- Орден Ленина (21 ноября 1949)
- трижды орден Трудового Красного Знамени (27 октября 1953, 19 июля 1958, 18 сентября 1962)
- орден Красной Звезды (31 марта 1945)
- орден «Знак Почёта» (22 марта 1966)
- Сталинская премия II степени (14 марта 1941) — за изобретение аппарата для точной прокатки и прокатки по минимальным допускам
- Сталинская премия III степени (1949) — за коренное усовершенствование метода холодной прокатки конструкционной листовой стали
- Государственная премия УССР в области науки и техники (1970)
- Заслуженный деятель науки и техники Украинской ССР (1962)
- медали

## Память
- Имя носит кафедра обработки металлов давлением Национальной металлургической академии Украины (Днепр);
- Именем названа горная вершина Памира;
- Именем названа улица в городе Днепр.